# Joe Owen
Joe Owen, właśc. Joseph William Owen (ur. 13 września 1956 w Downholland Cross) – brytyjski żużlowiec.

## Życiorys
Pierwszy występ w meczu żużlowym II ligi brytyjskiej (National League) zanotował w roku 1973, w barwach klubu z Barrow. W  roku 1975 przeniósł się do Hull Vikings i zaczął występować w I lidze (British League). W 1977  zdobył srebrny medal na rozegranych w Vojens indywidualnych mistrzostwach Europy juniorów. W latach 1973–1985 reprezentował wiele klubów brytyjskich. Dwukrotnie wygrał Indywidualne Mistrzostwa Ligi Narodowej w 1976 oraz 1982.

## Osiągnięcia
Indywidualne mistrzostwa Europy juniorów
- 1977 -  Vojens – 2. miejsce – 8 pkt → wyniki